# 障碍-S反坦克导弹车
障碍-S（羅馬化：Bar'er-S）反坦克导弹车，又名风暴-SM（羅馬化：Shturm-SM）反坦克导弹车，是乌克兰产自行式反坦克导弹发射系统，由苏制9P149风暴-S反坦克导弹车经深度现代化改进而来。战车底盘来自MT-LB装甲输送车。
障碍-S首次亮相于2020年夏天，并于2021年6月在基辅第十七届军火与安全国际专业展览会上正式展出。

## 介绍

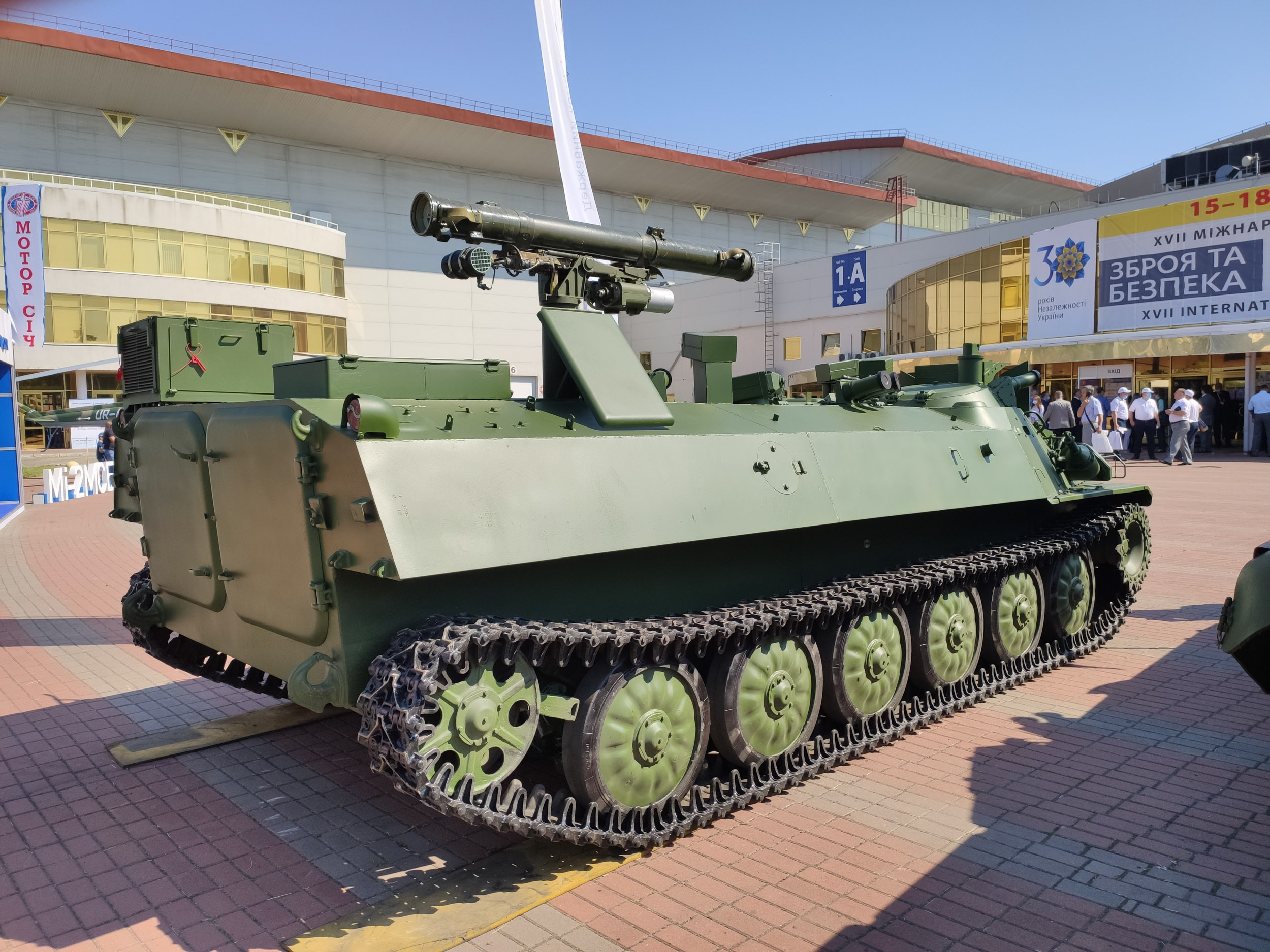
從車尾觀看RK-2P

障碍-S采用新型反坦克导弹，并配备了新软件，厂商为了让成员舒适工作，还在车内安装了空调。
RK-2P飞弹取代了老旧的9K114风暴导弹，其特性已过时。这是在障碍反坦克导弹的基础上发展出的新型飞弹。RK-2P的射程为7公里，弹头为串联炸药弹头，即该飞弹能击穿配备爆炸反应装甲的装甲车。RK-2P的尺寸比风暴稍大，因此厂商重新设计了装载鼓，其可容纳12枚导弹。
这种新型飞弹兼容伊久姆仪器制造厂生产的的光学瞄准具OPSN-I，后者首次亮相于2018年。OPSN-I配有电视画面、热成像和激光通道，以及激光测距仪。其近20倍的光学放大倍数可使操作者在超过11公里的距离上探测到敌人，而激光通道可使操作者在长达7公里的距离上控制导弹。射线设计局研制的的双向陀螺稳定平台用于发射时的瞄准动作。开发人员选择了直驱式力矩电机，以确保平滑运动且不会出现抖动，从而实现轻松、准确的瞄准。2021年9月，伊久姆仪器制造厂对OPSN-I进行了现代化改造。因此，由于使用了更强大的窄瞄准通道光学器件，目标探测范围增加到25-30公里，并可在远至15公里的距离识别它们。OPSN-I上还安装了新型热像仪，可探测远至14.5公里的目标，还安装了光纤陀螺仪以提高稳定度。
射线设计局的另一个贡献是为发射系统开发了新软件。除了引入变得更加简单易懂的新界面外，开发人员还推出了全新的功能——目标自动跟踪。即，现在操作员只需选择必要的目标并锁定它，之后软件算法将独立完成保持并锁定目标。简言之，如果以前操作员必须从发射导弹到摧毁目标的一刻始终保持“手动”跟随目标，那么现在所有这一切都可由程序自动完成。
这套系统还配备了激光照射预警系统。战车安装了卫星导航系统和数字安全通信系统。
2024年1月，障碍-S反坦克导弹车通过了国家测试。

## 引文
1. 1 2 3 4  . Ukrainian Military Pages. 2020-07-28  [2024-10-15]. （原始内容存档于2020-07-29）.
2. ↑  . defence-ua.com. 2021-06-16  [2021-06-20]. （原始内容存档于2024-06-17） （乌克兰语）.
3. ↑  . 2020-11-05  [2024-10-15]. （原始内容存档于2024-03-17）.
4. 1 2  . Defence Express. 2021-01-29  [2024-10-15]. （原始内容存档于2024-02-28）.
5. ↑  Safronov Taras. . Militarnyi. 2021-09-16  [2024-10-15]. （原始内容存档于2024-11-13） （乌克兰语）.
6. ↑  . Militarnyi. 2024-01-08  [2024-10-16]. （原始内容存档于2024-11-13） （英语）.
7. ↑  . Defense Express. 2024-01-07  [2024-10-16]. （原始内容存档于2024-01-31） （英语）.